# Kats

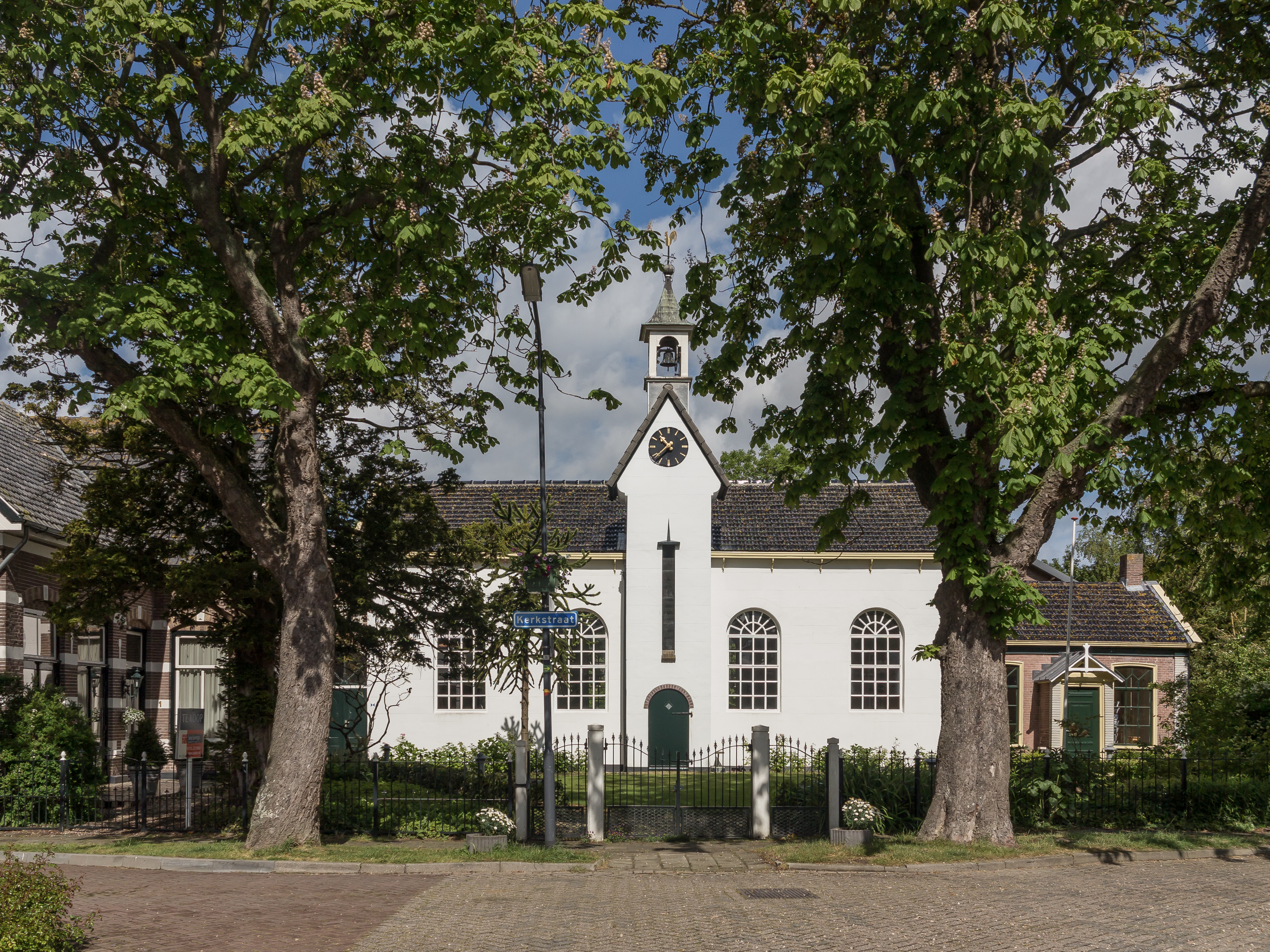
Kats, reformierte Kirche (2015)

Die Ortschaft Kats gehört zur Inselgemeinde Noord-Beveland in der niederländischen Provinz Zeeland an der Oosterschelde. Das Dorf liegt am östlichen Zipfel von Noord-Beveland zwischen den Naturreservaten Katsegat und Katshoek.

## Einwohner
Derzeit zählt Kats 470 Einwohner. Darunter sind einige Künstler, welche die ruhige und naturbelassene Umgebung des Ortes zur Inspiration nutzen. Kats hat ein blühendes Vereinsleben und eine Amateurtheatergruppe „Comedia della Marte“.